# Wanda Objedkowa
Wanda Semeniwna Objedkowa (ukrainisch Ванда Семенівна Об'єдкова, russisch Ванда Семёновна Объедкова Wanda Semjonowna Objedkowa; geboren am 8. Dezember 1930 in Mariupol, Ukrainische SSR; gestorben am 4. April 2022 in Mariupol, Ukraine) war eine sowjetische bzw. ukrainische jüdische Überlebende des Holocaust. Mit zehn Jahren überlebte sie den nationalsozialistischen Überfall auf die Sowjetunion während des Zweiten Weltkriegs, indem sie sich in einem Keller in Mariupol versteckte. 81 Jahre später starb sie, geschwächt durch eine Erkrankung, in einem Keller in derselben Stadt, als sie sich infolge des russischen Überfalls auf die Ukraine verstecken musste.

## Leben
Wanda Objedkowa wurde am 8. Dezember 1930 in Mariupol geboren. Im Oktober 1941 war sie zehn Jahre alt, als die Wehrmacht in Mariupol einmarschierte und begann, die Juden der Stadt zusammenzutreiben. Als die SS in das Haus der Familie kam und Wandas Mutter Maria (Mindel) mitnahm, gelang es dem Mädchen, sich der Verhaftung zu entziehen, indem es sich in einem Keller versteckte. Am 20. Oktober 1941 erschossen die Deutschen zwischen 9.000 und 16.000 Juden in Gräben am Stadtrand von Mariupol, darunter auch Objedkowas Mutter und die gesamte Familie ihrer Mutter. Objedkowa wurde später inhaftiert, aber Freunde der Familie konnten die Nazis überzeugen, dass sie Griechin sei. Ihr Vater, der kein Jude war, konnte sie danach in ein Krankenhaus bringen, wo sie bis zur Befreiung Mariupols am 10. September 1943 blieb.
Objedkowa heiratete 1954, als Mariupol den russischen Namen Schdanow (Жданов) trug, und verbrachte ihr gesamtes Leben in der Stadt. 1998 gab sie der USC Shoah Foundation einen umfangreichen Bericht über ihr Leben und ihre Erfahrungen mit dem Holocaust.
Als Anfang März 2022 die Belagerung von Mariupol durch die russischen Streitkräfte begann, suchte sie gemeinsam mit der Familie ihrer Tochter Schutz im Keller eines Heizungsgeschäfts in der Nachbarschaft ihrer Wohnung. Mittlerweile bewegungsunfähig, wurde sie von ihrer Tochter und der jüdischen Gemeinde Mariupols betreut, aber verstarb am 4. April 2022.  Sie wurde laut Information der jüdischen Gemeinde nach ihrem Tod von ihrer Tochter und deren Mann in einem öffentlichen Park in Mariupol begraben.
Die Nachricht über den Tod Wanda Objedokowas wurde vom Staatlichen Museum Auschwitz-Birkenau am 19. April 2022 auf dessen Twitter-Kanal veröffentlicht und vielfach international medial rezipiert.

## Sonstiges
Das am 13. Mai 1998 aufgenommene, 94-minütige VHS-Video mit Wanda Objedkowa, in dem sie für die USC Shoah Foundation über ihre Erfahrungen mit dem Holocaust berichtete, wurde zusammen mit anderen Besitztümern der Familie während der Belagerung von Mariupol zerstört, jedoch in Kopie von der USC Shoah Foundation wiederentdeckt und am 26. April 2022 auf deren YouTube-Seite veröffentlicht.